# Scoot McNairy
John Marcus McNairy, dit Scoot McNairy, né le 11 novembre 1977 à Dallas (Texas), est un acteur américain originaire du Texas. Il est connu du grand public pour ses rôles dans In Search of a Midnight Kiss (2007), La Coccinelle revient (2005), Mr. Fix It (2006) et dans la série Halt and Catch Fire (2014-2016).

## Biographie

### Enfance
Né John Marcus McNairy le 11 novembre 1977 à Dallas au Texas, il ne fut jamais appelé par son prénom. À l'âge de deux ans, son père l'affubla d'un sobriquet, « Scooter ».

### Carrière

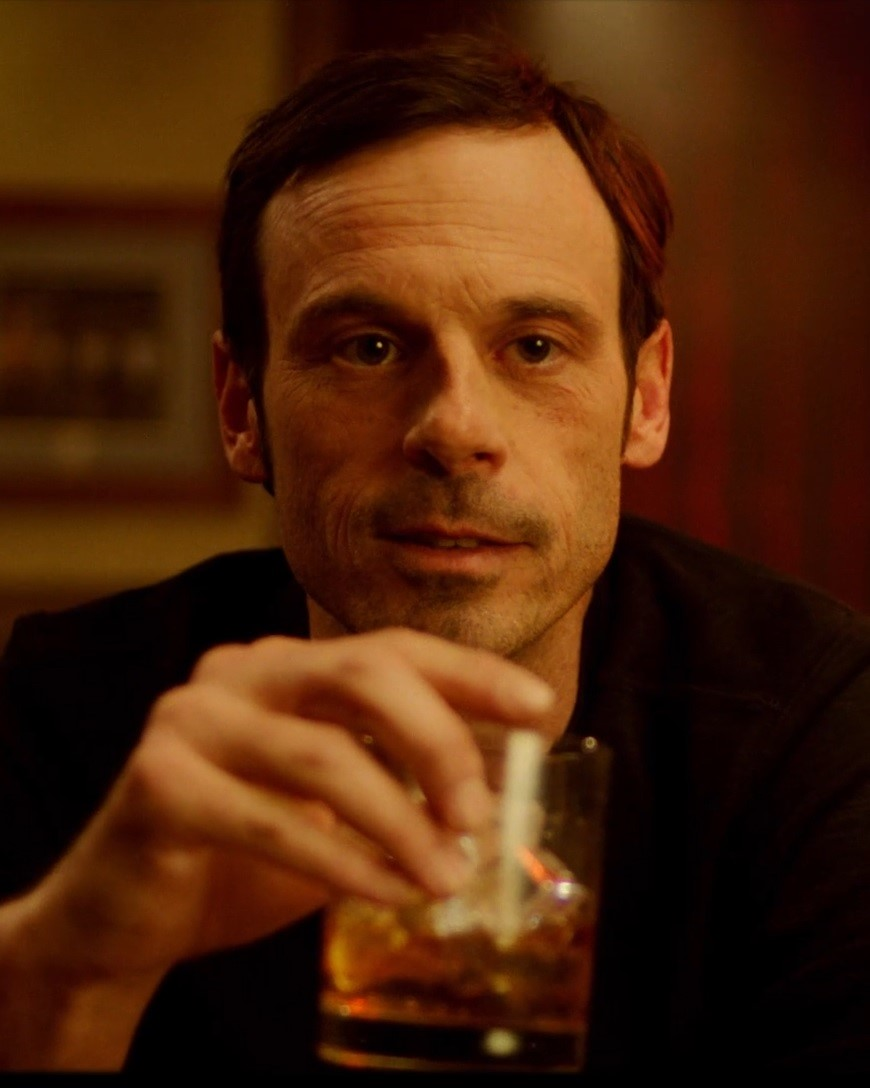
Scoot McNairy dans une publicité 2022 pour TX Whiskey

Au début des années 2000, quand débutait sa carrière, McNairy incarna souvent des rôles de jeunes hommes individualistes, en marge de la société. Au milieu de la décennie, il joue dans des rôles mineurs, notamment Wonderland (2003), La Coccinelle revient (Herbie: Fully Loaded, 2005), et Art School Confidential (2006). En 2007, il coproduit le film In Search of a Midnight Kiss tout en étant le principal acteur.

### Vie privée
Scoot McNairy s'est marié à l'actrice Whitney Able en juillet 2010. Ils jouent ensemble dans le film Monsters (2010),. Le couple a divorcé en 2019.

## Filmographie

### Acteur

#### Cinéma
- 2001 : Wrong Numbers d'Alex Holdridge : Russell
- 2003 : Sexless d'Alex Holdridge : Ryan
- 2004 : White Men in Seminole Flats de Greg Stuart Smith : Dale (court métrage)
- 2004 : Pyjama Party (Sleepover) de Joe Nussbaum : le DJ au club
- 2004 : D.E.B.S. d'Angela Robinson : Stoner
- 2005 : La Coccinelle revient (Herbie: Fully Loaded) d'Angela Robinson : Augie
- 2006 : The Shadow Effect de Jared et Justin Varava : Harold Grey (court métrage)
- 2006 : Mr. Fix It de Darin Ferriola : Dan
- 2006 : Bobby d'Emilio Estevez : un beatnik
- 2006 : Art School Confidential de Terry Zwigoff
- 2006 : Christmas Evil : Un Noël en enfer (Marcus) de Bob Hardison et Rich Robinson : Charles
- 2007 : Blind Man de Tim Harrison : Sparky Collins
- 2007 : In Search of a Midnight Kiss d'Alex Holdridge : Wilson
- 2008 : Wednesday Again de John Lavachielli : Peter
- 2009 : Mr. Sadman de Patrick Epino : Stevie
- 2009 : The Resurrection of Officer Rollins de Nathan Cox : le tireur (court métrage)
- 2009 : Shipping and Receiving d'O'Shea Read : Steve Porter (court métrage)
- 2009 : Cop Out de Robert Robbins : Mike Singbush (court métrage)
- 2010 : Wes and Ella de Christopher Cutri : Wes
- 2010 : Monsters de Gareth Edwards : Andrew Kaulder
- 2010 : Everything Will Happen Before You Die de Dan Finkel : Matt
- 2010 : Wreckage de John Mallory Asher : Frank Jeffries
- 2011 : Angry White Man de  Brian James O'Connell : Walt
- 2011 : Amor Fati de Ryan Schaefer : Teddy (court métrage)
- 2011 : A Night in the Woods de Richard Parry : Brody Cartwright
- 2011 : The Off Hours de Megan Griffiths : Corey
- 2012 : Promised Land de Gus Van Sant : Jeff Dennon
- 2012 : Argo de Ben Affleck : Joe Stafford
- 2012 : Cogan: Killing Them Softly (Killing Them Softly), d'Andrew Dominik : Frankie
- 2013 : Dragon Day de Jeffrey Travis : Phil
- 2013 : Twelve Years a Slave de Steve McQueen : Brown
- 2013 : Touchy Feely de Lynn Shelton : Jesse
- 2014 : Gone Girl de David Fincher : Tommy O'Hara
- 2014 : The Rover de David Michôd : Henry
- 2014 : Black Sea de Kevin Macdonald
- 2014 : Non-Stop de Jaume Collet-Serra : Tom Bowen
- 2014 : Frank de Lenny Abrahamson : Don
- 2015 : Que le meilleur gagne (Our Brand Is Crisis) de David Gordon Green : Buckley
- 2016 : Batman v Superman : L'Aube de la justice (Batman v Superman: Dawn of Justice) de Zack Snyder : Wallace Vernon Keefe
- 2017 : Sleepless de Baran bo Odar : Rob Novak
- 2017 : War Machine de David Michôd : Sean Cullen
- 2017 : Aftermath d'Elliott Lester : Jacob « Jake » Bonanos
- 2018 : My Deer Hunter Dad (The Legacy of a Whitetail Deer Hunter) de Jody Hill : Greg
- 2018 : Destroyer de Karyn Kusama : Ethan
- 2019 : Once Upon a Time in Hollywood de Quentin Tarantino : Bob Gilbert
- 2019 : The Parts You Lose de Christopher Cantwell : Ronnie
- 2021 : Nos âmes d'enfants (C'Mon C'Mon) de Mike Mills : Paul
- 2022 : Taurus de Tim Sutton : Ray
- 2022 : Blonde d'Andrew Dominik : Tom Ewell / Richard Sherman
- 2022 : Enzo le Croco (Lyle, Lyle, Crocodile) de Josh Gordon et Will Speck : M. Primm
- 2022 : American Girl (Luckiest Girl Alive) de Mike Barker : Andrew Larson
- 2023 : Fairyland de Andrew Durham : Steve Abbott
- 2023 : Blood for Dust de Rod Blackhurst : Cliff
- 2024 : Speak No Evil de James Watkins : Ben Dalton
- 2024 : Nightbitch de Marielle Heller : l'époux
- 2024 : Un parfait inconnu (A Complete Unknown) de James Mangold : Woody Guthrie
- 2025 : East of Wall de Kate Beecroft : Roy Waters

#### Télévision

##### Séries télévisées
- 2003 : Wonderland : Jack
- 2004 : Good Girls Don't... : Henry
- 2005 : Close to Home : T.J.
- 2005 : Six Feet Under : Trevor
- 2006 : Jake in Progress : Dean Thomas Stilton
- 2007-2011 : Bones : Noel Liftin
- 2007 : How I Met Your Mother
- 2008 : Eleventh Hour : Rudy Callistro
- 2008 : Earl : Bed Bug
- 2008 : The Shield : Doug Obermyer
- 2009 : Les Experts (CSI: Crime Scene Investigation) : Vitas Ling / Vitas Long
- 2011 : The Whole Truth : Larry Thompson
- 2014-2016 : Halt and Catch Fire : Gordon Clark
- 2017 : Fargo : Maurice LeFay (saison 3)
- 2017 : Godless
- 2018-2020 : Narcos: Mexico : Walt Breslin
- 2019 : True Detective : Tom Purcell
- 2020 : Love Life : Bradley Field
- 2020 : The Comey Rule (mini-série) : Rod Rosenstein

##### Téléfilm
- 2006 : More, Patience d'Arlene Sanford : Jake
- 2006 : ABC du meurtre : Au cœur du scandale (Murder 101) de Christian I. Nyby II : Panache
- 2008 : Murder 101: New Age de David S. Cass Sr. : Panache

### Producteur
- 2007 : In Search of a Midnight Kiss
- 2010 : The Last Time I Made Straight A's
- 2010 : Frank and Cindy
- 2014 : Monsters: Dark Continent de Tom Green

## Voix françaises
En France, Thomas Roditi est la voix française la plus régulière de Scoot McNairy.
En France
| - Thomas Roditi dans : - Promised Land - Twelve Years a Slave - Black Sea - Batman v Superman : L'Aube de la Justice - War Machine - My Deer Hunter Dad - Le Fugitif et l'enfant - Nightbitch - Yann Guillemot dans : - Godless (série télévisée) - Narcos: Mexico (série télévisée) - Destroyer - Enzo le Croco - Thierry Bourdon dans : - Bones (série télévisée) - Argo - Dominique Guillo, dans : - Cogan: Killing Them Softly - The Rover | Et aussi - Xavier Béja dans The Whole Truth (série télévisée) - Olivier Chauvel dans Non-Stop - Alexandre Crépet (Belgique) dans Halt and Catch Fire (série télévisée) - Cédric Dumond dans Gone Girl - Grégory Quidel dans Sleepless - Jérôme Rebbot dans Fargo (série télévisée) - Arnaud Bedouët dans Que le meilleur gagne - Bruno Mullenaerts (Belgique) dans Aftermath - Valentin Merlet dans True Detective (série télévisée) - Loïc Houdré dans Once Upon a Time... in Hollywood - Thibaut Lacour dans The Comey Rule (mini-série) - Jérémy Bardeau dans American Girl - Igor Chometowski dans Un parfait inconnu |

Au Québec